# SquashFS
SquashFS je v informatice název komprimovaného souborového systému pro operační systém Linux. SquashFS je také název pro svobodný software, dostupný pod GPL licencí, který slouží pro správu a obsluhu zmíněného souborového systému.

## Charakteristika
SquashFS umožňuje komprimovat soubory, inody i adresáře a podporuje velikost bloku 1 MB pro zlepšení kompresního poměru. SquashFS je cílen pro úložná zařízení určená jen pro čtení (read only) nebo pro nasazení, kde je nedostatek úložného prostoru (například vestavěná zařízení) a je potřeba nízká režie pro data i metadata.

## Historie
Původní verze SquashFS používala kompresi gzip. V jádře Linuxu verze 2.6.34 byla přidána podpora pro kompresi LZMA a LZO. Verze 2.6.38 přidala podporu pro kompresi LZMA2 (kterou používá xz), a verze 3.19 přidala podporu pro LZ4 kompresi.
Jádro Linuxu verze 2.6.35 přineslo podporu rozšířených atributů souborů (extended file attributes).